# Thạt Đăm

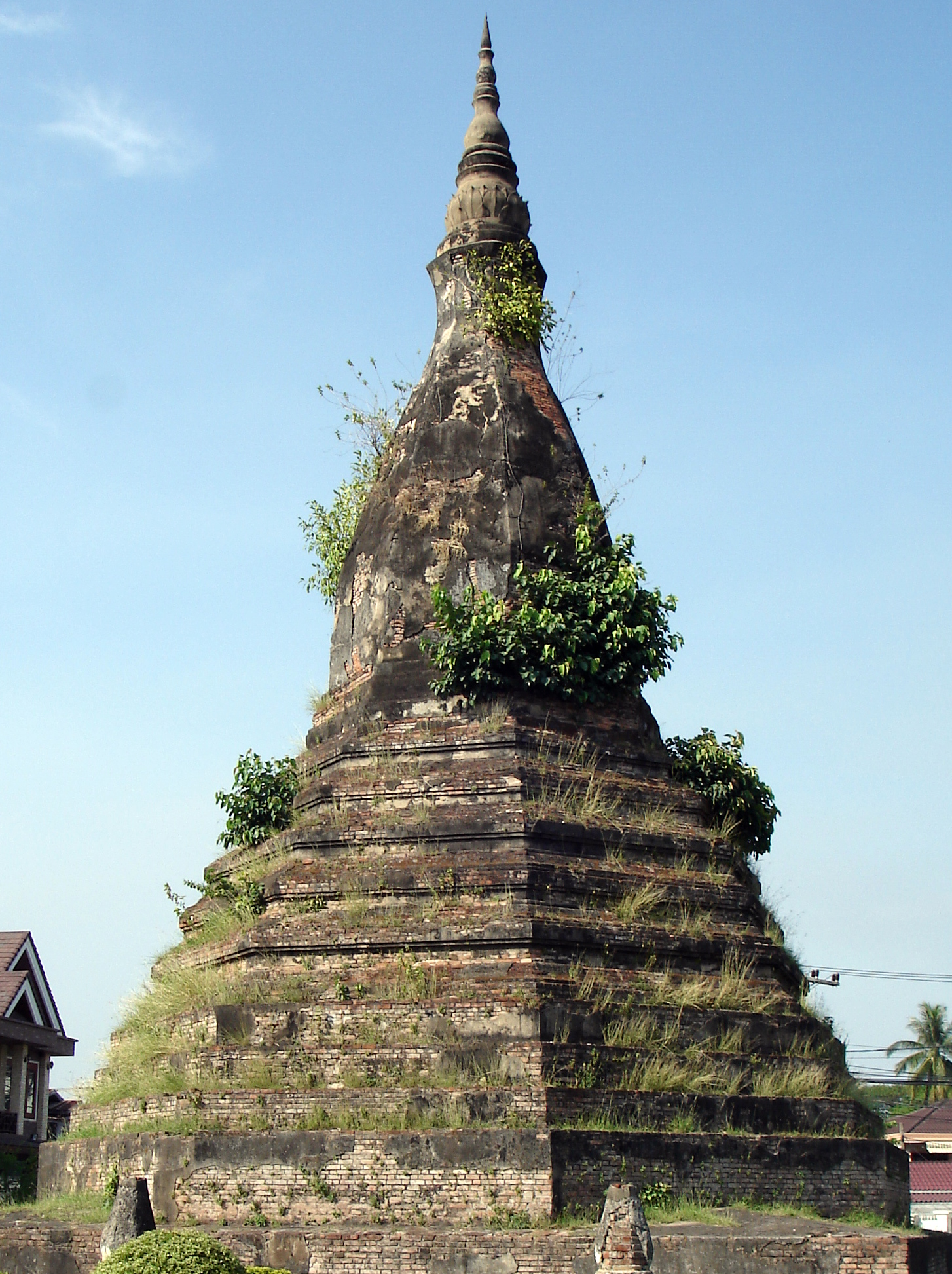
Thạt Đăm nằm ở Viêng Chăn, thủ đô Lào.

Thạt Đăm (nghĩa là Thạt Đen) là một thạt lớn ở Viêng Chăn, Lào. Nhiều người Lào tin rằng có một con rồng 7 đầu trú ẩn trong đó để bảo vệ họ khỏi quân Xiêm xâm lược Lào năm 1827. 